# 1921年波斯议会选举
1921年波斯议会选举是1921年波斯政变后所举行的首次选举。由哈桑·莫達雷斯所领导的改革党是议会中的多数党，而社会党则是议会中的主要反对党。